# Doll Domination
Doll Domination — другий студійний альбом американської групи Pussycat Dolls, випущений 22 вересня 2008 року в США звукозаписною компанією A&M Records. В перший тиждень було продано 79 000 копій. В цілому, альбом розійшовся в 5 000 000 копій. З альбому було випущено 6 синглів («When I Grow Up», «Whatcha Think About That» (з участю Missy Elliott), «I Hate This Part», «Jai Ho! (You Are My Destiny)» (спільно з A.R. Rahman), «Bottle Pop» і «Hush Hush»). Продюсерами альбому виступили DioGuardi, Sean Garrett, R. Kelly, Ne-Yo, Timbaland. А також в записі альбому брали участь Міссі Елліотт, Снуп Догг, R. Kelly, Polow Da Don і багато інших. В делюкс-виданні знаходяться сольні пісні кожної з учасниць групи. На підтримку альбому колектив вирушив у тур під назвою Doll Domination Tour.

## Трек-лист
1. When I Grow Up — 4:05
2. Bottle Pop (з участю Міссі Елліотт) — 3:30
3. Whatcha Think About That (з участю Snoop Dogg) — 3:48
4. I Hate This Part — 3:39
5. Takin' Over the World — 3:35
6. Out of This Club (з участю R. Kelly і Polow da Don) — 4:08
7. Who's Gonna Love You — 4:00
8. Happily Never After — 4:49
9. Magic — 3:41
10. Halo — 5:24
11. In Person — 3:36
12. Elevator — 3:41
13. Hush, Hush — 3:48
14. Love the Way You Love Me — 3:21
15. Whatchamacallit — 4:19
16. I'm Gone — 3:18

## Сертифікації
| Регіон                                                                                          | Сертифікація | Продажі  |
| ----------------------------------------------------------------------------------------------- | ------------ | -------- |
| Австралія (ARIA)                                                                                | Платиновий   | 70 000^  |
| Бельгія (BEA)                                                                                   | Золотий      | 15 000*  |
| Канада (Music Canada)                                                                           | Платиновий   | 80 000^  |
| Франція (SNEP)                                                                                  | Золотий      | 75 000*  |
| РСАДПЗ (IFPI Середній Схід)                                                                     | Золотий      | 3000*    |
| Німеччина (BVMI)                                                                                | Золотий      | 100 000^ |
| Ірландія (IRMA)                                                                                 | Платиновий   | 15 000^  |
| Нова Зеландія                                                                                   | —            | 6,000    |
| Росія (NFPF)                                                                                    | Платиновий   | 20 000*  |
| Сінгапур (RIAS)                                                                                 | Золотий      | 5000*    |
| Швейцарія (IFPI Switzerland)                                                                    | Золотий      | 15 000^  |
| Велика Британія (BPI)                                                                           | Платиновий   | 205,881  |
| США                                                                                             | —            | 400,000  |
| *продажі, що базуються лише на сертифікаціях ^відвантаження, що базуються лише на сертифікаціях |              |          |